# Nursery Cryme
Albums de Genesis
Trespass
(1970) Foxtrot
(1972)
Nursery Cryme est le troisième album studio du groupe Genesis sorti en 1971 sur le label Charisma. Cet album est marqué par l'arrivée du batteur Phil Collins et du guitariste Steve Hackett dans le groupe, en remplacement respectivement de John Mayhew et Anthony Phillips.

## Historique
Il s'agit du premier album où l'on peut entendre le quintette composé de Peter Gabriel, Steve Hackett, Mike Rutherford, Tony Banks et Phil Collins. L'album a une curieuse histoire puisqu'il ne sera classé dans les charts britanniques à la 39e place qu'en 1974, trois ans après sa sortie.
En France, il est certifié disque d'or en 1978. La France est d'ailleurs l'unique pays où il obtient cette récompense. Au Royaume-Uni, il devra attendre 2013 pour être certifié disque d'argent.
Le titre de l'album est un jeu de mots sur le terme « Nursery rhyme », se rapportant aux comptines et berceuses traditionnelles britanniques.
La pochette est l'œuvre de Paul Whitehead qui réalise aussi les pochettes des albums Trespass et Foxtrot pour Genesis.

## Fiche technique

### Titres
Toutes les chansons sont écrites et composées par le groupe entier.
| 1. | The Musical Box                 | 10 min 24 s |
| 2. | For Absent Friends              | 1 min 44 s  |
| 3. | The Return of The Giant Hogweed | 08 min 09 s |

| 4. | Seven Stones             | 05 min 08 s |
| 5. | Harold The Barrel        | 2 min 59 s  |
| 6. | Harlequin                | 2 min 53 s  |
| 7. | The Fountain of Salmacis | 7 min 54 s  |

### Musiciens
D'après le livret accompagnant l'album :
- Peter Gabriel : chant, flûte traversière, grosse caisse, tambourin.
- Steve Hackett : guitare électrique, guitare 12 cordes.
- Tony Banks : orgue, mellotron, piano, piano électrique, guitare 12 cordes, chœurs.
- Mike Rutherford : basse, pédalier basse Moog Taurus, guitare 12 cordes, chœurs.
- Phil Collins : batterie, percussions, chœurs, seconde voix sur The musical Box, chant solo sur For Absent Friends

## Classements par pays
| Classement (1972) | Meilleure position |
| ----------------- | ------------------ |
| Italie (FIMI)     | 11                 |

| Classement (1974) | Durée du classement | Meilleur classement |
| ----------------- | ------------------- | ------------------- |
| Royaume-Uni OCC   | 2 semaines          | 39e                 |

| Classement (1972) | Meilleure position |
| ----------------- | ------------------ |
| Italie (FIMI)     | 50                 |

## Certifications
| Pays        | Ventes    | Certification | Date            |
| ----------- | --------- | ------------- | --------------- |
| France      | 100 000 + | Or            | 1978            |
| Royaume-Uni | 60 000 +  | Argent        | 22 juillet 2013 |